# Litovoi
Litovoi (ook Litivoï, Litvoy, Lytuoy, Lytuon, Litava) was een Walachse voivode in de 13e eeuw wiens grondgebied het noorden van Oltenië in het latere vorstendom Walachije (Zuid-Roemenië) omvatte, ongeveer overeenkomend met het huidige district Gorj.
Litivoi wordt voor het eerst vermeld in een oorkonde van 2 juli 1247 van koning Bela IV van Hongarije (1235-1270) waarvan slechts een kopie in de Vaticaanse archieven bewaard is gebleven. Dit koninklijk besluit deelt gebieden in het banaat van Severin en het bisdom Cumanië toe aan de Hospitaalridders, met uitzondering van het vorstendom van Litovoi, wiens macht lijkt te zijn geconcentreerd in Targu Jiu in het dal van de Jiu dat de koning aan de Walachen laat zoals voorheen.
De oorkonde verwijst ook naar de vorstendommen van Farcaş en Ioan, ongetwijfeld in het westen van Walachije, en naar een voivode genaamd Seneslau. Hoewel de namen Litovoi en Seneslau van Slavische oorsprong zijn, wordt uitdrukkelijk in het koninklijk besluit vermeld dat ze Walachen (Olati) zijn. De Bulgaarse historicus Vasil Zlatarski oppert de hypothese, op basis van informatie van de Perzische geschiedschrijver Rashid al-Din in de  Jami' al-tawarikh, dat het voivodschap van Litovoi onder de leenheerschappij van het Tweede Bulgaarse Rijk viel.
Het lijkt erop dat Litovoi de machtigste der bovengenoemde lokale heren was want zijn gebieden waren vrijgesteld van belasting aan de Hospitaalridders, maar de helft van de koninklijke belastingen afkomstig van zijn land (terra Lytua) werd toegewezen aan de Hospitaalridders – met uitzondering van de opbrengsten van het district Haţeg (terra Harszoc in de oorkonde), die de Hongaarse koning voor zichzelf hield. Volgens de Roemeense historicus Ioan Aurel Pop had de koning Haţeg kort voor 1247 Litovoi ontnomen.
Dertig jaar later in 1277 (of tussen 1277 en 1280) is Litovoi in oorlog tegen koning Ladislaus IV van Hongarije die een bijdrage opeist die Litovoi die weigert te leveren. Litovoi sneuvelt op het slagveld; hij werd opgevolgd door zijn broer Bărbat. Deze gebeurtenis wordt verteld in een koninklijke schenkingsacte van 8 januari 1285, waarin Ladislaus IV dorpen in de graafschap Saros (tegenwoordig in Slowakije) aanbiedt aan meester Joris, zoon van Simon, die was uitgezonden om te vechten tegen Litovoi.
Ioan Aurel Pop gelooft dat de in de oorkonde van 1247 vermelde Litovoi niet identiek is met de in de schenkingsacte van 1285 genoemde, en dat de laatste waarschijnlijk de zoon en opvolger van de eerste was.